# Comuna Rudka, Țarîceanka
Rudka (în ucraineană Рудка) este o comună în raionul Țarîceanka, regiunea Dnipropetrovsk, Ucraina, formată din satele Kravțivka, Rîbalkî, Rudka (reședința) și Șcerbînivka.

## Demografie
Componența lingvistică a satului Rudka
     Ucraineană (98,76%)
     Alte limbi (0,2%)
Conform recensământului din 2001, majoritatea populației satului Rudka era vorbitoare de ucraineană (98,76%), existând în minoritate și vorbitori de alte limbi.